# Callistratus (Jurist)
Callistratus (* vermutlich zwischen 160 und 170) war ein römischer Jurist im 2./3. Jahrhundert n. Chr.
Seine Herkunft ist unbekannt, allein sein Name und seine behandelten Themen lassen auf einen provinzialen griechischen Kulturkreis schließen. Aus den justinianischen Digesten, in welchen sich zahlreiche Epitomen seines Schaffens verstreut finden, geht hervor, dass Callistratus unter den Kaisern Septimius Severus und Caracalla wirkte.
Callistratus verständigte sich in seinen Werken in lateinischer Sprache, die genauso wie sein Schreibstil als phrasenhaft, eigentümlich und einfach beschrieben wird. Es gibt keine zuverlässigen Nachweise darüber, auf welche Juristenkollegen er sich berief und wer sich je auf ihn berief. Nach Auskunft des Index Florentinus, eines Werkverzeichnisses, das den Digesten vorangestellt war, trugen seine Publikationen unterschiedliche Titelbezeichnungen.
Drei der Werke behandeln vornehmlich römisches Privatrecht. Von der Schrift Ad edictum monitorium libri VI ist der Titel nicht einheitlich überliefert, denn daneben stehen Bezeichnungen wie edicton monitorion und edicti monitorii. Herbert Pernice folgend handelt es sich um einen Ediktskommentar in Gestalt eines „Merkbuchs zum provinzialen Edikt“. Fragmente daraus verteilen sich auf 21 Textstellen in den Digesten. Eine weitere Schrift Callistratus’ waren die Institutionum libri III. Fünf Textstellen des Anfängerlehrbuchs sind erhalten. Das aus zwei Büchern bestehende Quaestionum libri II verfasste Callistratus zu Zeiten der Alleinherrschaft von Septimius Severus. In den Digesten lassen sich 18 Erwähnungen aufspüren. Zwar ist eine systematische Ordnung nicht erkennbar, aber in Form anschaulicher Fallgestaltungen behandelt Callistratus weite Teile des Privat-, Prozess- und Strafrechts.
Zwei weitere Werke widmeten sich vorwiegend öffentlich-rechtlichen Inhalten, De Cognitionibus libri VI und De iure fisci et Populi libri IV. Mit erstgenannter Schrift – 48 Stellen sind erhalten – erläuterte Callistratus die systematischen Zusammenhänge des Kognitionsverfahrens ( extraordinaria cognitio). Zielgruppen für eine Orientierung in der Praxis waren Verfahrensrichter und deren zu befähigender Nachwuchs. Auch sind Verhaltensmaßregeln für Beamte enthalten. In der zweitgenannten Schrift werden allgemeine Fragen erörtert, etwa Fristen und deren Einhaltung, dem Fiskus anzeigepflichtige Ereignisse und dergleichen mehr. Einige Stellen sind untergegangen. Schließlich erwähnte Callistratus noch siebzehn Kaiserkonstitutionen, die er auch namentlich zuordnete.